# José López Domínguez

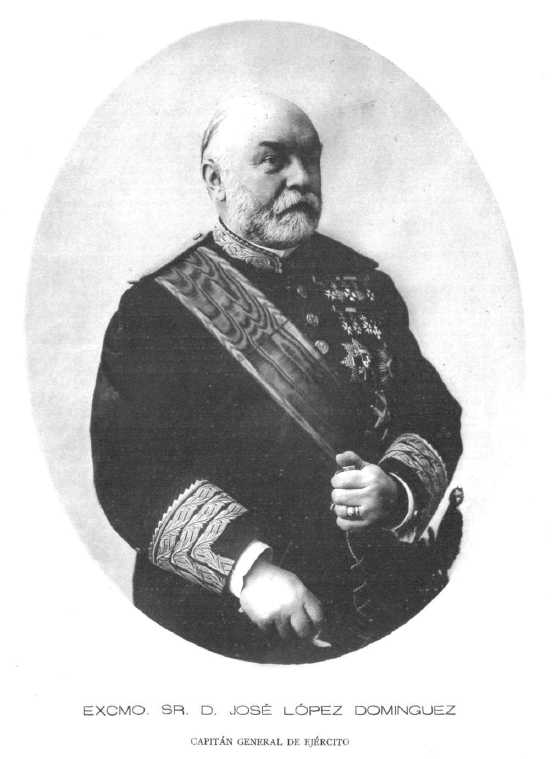
José López Domínguez (1897)

José López Domínguez (* 29. November 1829 in Marbella; † 17. Oktober 1911 in Madrid) war ein spanischer General und Ministerpräsident.
López Domínguez gehörte zunächst zur unionistischen Partei, die unter Francisco Serrano Domínguez, Juan Bautista Topete und Juan Prim im September 1868 maßgeblich am Sturz der Königin Isabella beteiligt war.
Bei dem Aufstand, der sich im Sommer 1873 mit Schwerpunkt in Cartagena entwickelt hatte und in dem für einer föderale Reorganisation Spaniens auf Kreisebene gekämpft wurde, übernahm López Domínguez am 11. Dezember 1873 den Oberbefehl über die Belagerungsarmee. Er sorgte für die Herbeischaffung größerer Belagerungsgeschütze und betrieb die Beschießung Cartagenas aufs energischste, so dass die Revolutionsjunta unter General Contreras schon am 29. Dezember an Bord ihres Panzerschiffs Numancia flüchtete. Nach Einnahme des Fort Atalaya am 11. Januar 1874 ergab sich die Stadt am 12. Januar.
Die Regierung ernannte López Domínguez zur Belohnung für diese Erfolge zum Generalleutnant. Mit einem Teil seiner Armee zog er nach Norden und kämpfte in den folgenden Monaten unter Serrano und José Gutiérrez de la Concha gegen die Carlisten in den baskischen Provinzen.
Er war nach dieser Zeit einer der politischen Führer der Liberalen, genauer gesagt, der Fusionisten unter Práxedes Mateo Sagasta, aus der in der Restauration die Liberale Partei wurde.
In der Regierung Posada Herrera übernahm López Domínguez im Oktober 1883 das Kriegsministerium, trat jedoch schon im Januar 1884 wieder zurück. Unter seinem politischen Führer Sagasta bekleidete er von 1892 bis 1895 erneut das Kriegsministerium. Später wurde er Präsident des Senats der spanischen Cortes und übernahm am 6. Juni 1906 für vier Monate das Amt des Ministerpräsidenten. Er trat nach kurzer Zeit aufgrund innerparteilicher Differenzen zurück, sein Vorgänger Segismundo Moret wurde sein provisorischer Nachfolger.